# Herminie de La Brousse de Verteillac
Pour les autres membres de la famille, voir Famille de La Brousse.
Marie-Marguerite-Herminie de La Brousse de Verteillac, princesse de Léon (1872-1893) puis duchesse de Rohan (1893-1926) est une poétesse française née à Paris le 28 juillet 1853 et morte à Paris 7e le 13 avril 1926.

## Biographie
Fille de Charles César Augustin de La Brousse de Verteillac, baron de La Tour Blanche, et de sa seconde épouse, Marie Henriette de Leuze, elle est la petite-fille de François Gabriel Thibault de La Brousse, marquis de Verteillac.
Herminie de Verteillac épouse le 26 juin 1872 Alain de Rohan-Chabot (1844-1914), prince de Léon, qui, à la mort de son père, en 1893, devient le 11e duc de Rohan. Ils eurent cinq enfants :
- Anne de Rohan Chabot (1873-1903), comtesse Louis de Talleyrand-Périgord ;
- Marie de Rohan Chabot (1876-1951), princesse Lucien Murat puis comtesse Charles de Chambrun ;
- Josselin de Rohan Chabot (1879-1916), 12e duc de Rohan ;
- Françoise de Rohan Chabot(1881-1957), duchesse de Caraman ;
- Jehan de Rohan Chabot (1884-1968).

La princesse de Léon devint rapidement une personnalité en vue dans le monde, se partageant entre l'hôtel de Verteillac (rebaptisé hôtel de Rohan), 35 boulevard des Invalides à Paris, le château de Josselin (Morbihan) et le chalet des Fées à Pontaillac, construit par le marquis de Verteillac son père, sur la propriété Défé qu'il avait acquise en 1865.
Dans son salon parisien, elle recevait les gens de lettres, notamment Robert de Montesquiou qui lui dédia l'un des poèmes du Chef des odeurs suaves. Passionnée de poésie, elle a publié successivement trois recueils : Lande fleurie (1905), Les Lucioles (1907) et Souffles d’Océan (1911). Membre de la Société des poètes français, elle a fondé un prix de Poésie. Elle a donné de nombreuses conférences littéraires à Paris, à Bruxelles, et en province. Elle était aussi artiste peintre.
Pendant la Première Guerre mondiale – au cours de laquelle elle perdit son fils aîné – elle transforma son hôtel particulier en hôpital militaire et se consacra à soigner les blessés ce qui lui valut la Légion d'honneur , la médaille de la Reconnaissance française et la médaille de la Reconnaissance italienne.
Sa collection de poupées forme le fonds du musée de la Poupée ouvert en 1984 dans les anciennes écuries du château de Josselin .
C'est à l'un de ses célèbres bals costumés – également évoqués par Boni de Castellane – que se réfère Swann au début de Du côté de chez Swann de Marcel Proust : « Ce que je reproche aux journaux c'est de nous faire faire attention tous les jours à des choses insignifiantes tandis que nous lisons trois ou quatre fois dans notre vie les livres où il y a les choses essentielles. Du moment que nous déchirons fiévreusement chaque matin la bande du journal, alors on devrait changer les choses et mettre dans le journal, moi je ne sais pas, les... Pensées de Pascal! (il détacha ce mot d'un ton d'emphase ironique pour ne pas avoir l'air pédant). Et c'est dans ce volume doré sur tranches que nous n'ouvrons qu'une fois tous les dix ans, ajouta-t-il en témoignant pour les choses mondaines le dédain qu'affectent certains hommes du monde, que nous lirions que la reine de Grèce est allée à Cannes ou que la princesse de Léon a donné un bal costumé. Comme cela la juste proportion serait rétablie. » Et aussi, toujours dans le même ouvrage : « Je repensai alors à ce dîner où j’étais si triste parce que maman ne devait pas monter dans ma chambre et où il avait dit que les bals chez la princesse de Léon n’avaient aucune importance. »

### Œuvres
- Lande fleurie, poésies, Paris, Calmann-Lévy, 184 p. (1905)
- Les Lucioles, poésies, Paris, Calmann-Lévy, 199 p. (1907)
- Les Dévoilées du Caucase, notes de voyages, Paris, Calmann-Lévy, 386 p. (1910) Lire en ligne
- Souffles d’Océan, poésies, Paris, Calmann-Lévy, 192 p. (1911)
- Le Chant du cygne, poésies, Paris, Calmann-Lévy, 195 p. (1922).

### Distinctions
- Chevalière de la Légion d'honneur par décret du 12 avril 1919
- Médaille d'honneur des épidémies (Vermeil)